# Nephrogramma
Nephrogramma är ett släkte av fjärilar. Nephrogramma ingår i familjen Crambidae.
Kladogram enligt Catalogue of Life:
| Nephrogramma | \| \| Nephrogramma reniculalis \| \| \| \| \| \| Nephrogramma separata \| \| \| \| |
|              | \| \| Nephrogramma reniculalis \| \| \| \| \| \| Nephrogramma separata \| \| \| \| |
|              | Nephrogramma reniculalis                                                           |
|              |                                                                                    |
|              | Nephrogramma separata                                                              |
|              |                                                                                    |